# Pferdepflege
Pferdepflege bezeichnet im engeren Sinn die Fell- und Hufpflege von Pferden, die meist vor und nach der Arbeit stattfindet, sowie das Herausbringen (Herausputzen) eines Pferdes für ein Turnier. Im weiteren Sinne wird darunter auch die Haltung, Fütterung und Sorge für die Bewegung der Tiere verstanden.
Pferdepflege im weiteren Sinne ist Gegenstand des Ausbildungsberufs Pferdewirt mit Schwerpunkt Pferdehaltung und Service. Außerdem gibt es den Beruf des Tierpflegers. Auf großen Turnieren werden Reiter und Fahrer von professionellen Pferdepflegern begleitet, die ihnen die Sorge für die Tiere abnehmen und die Pferde und Ausrüstung für den Start bereitstellen.
Pferde pflegen sich untereinander das Fell, indem sie sich gegenseitig die Mähne kraulen und an unzugänglichen Stellen kratzen. Die soziale Fellpflege ist für Pferde sehr wichtig und wirkt entspannend. Auch das Wälzen dient der natürlichen Fellpflege.

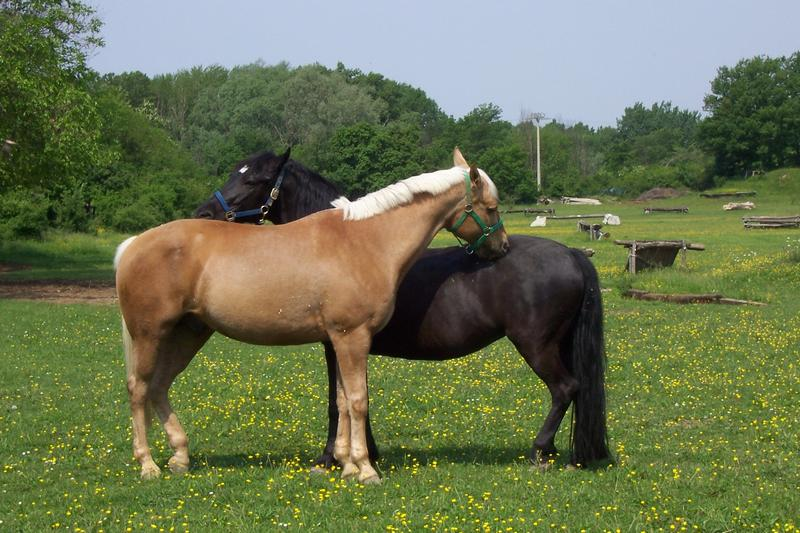
gegenseitiges Kraulen der Mähne
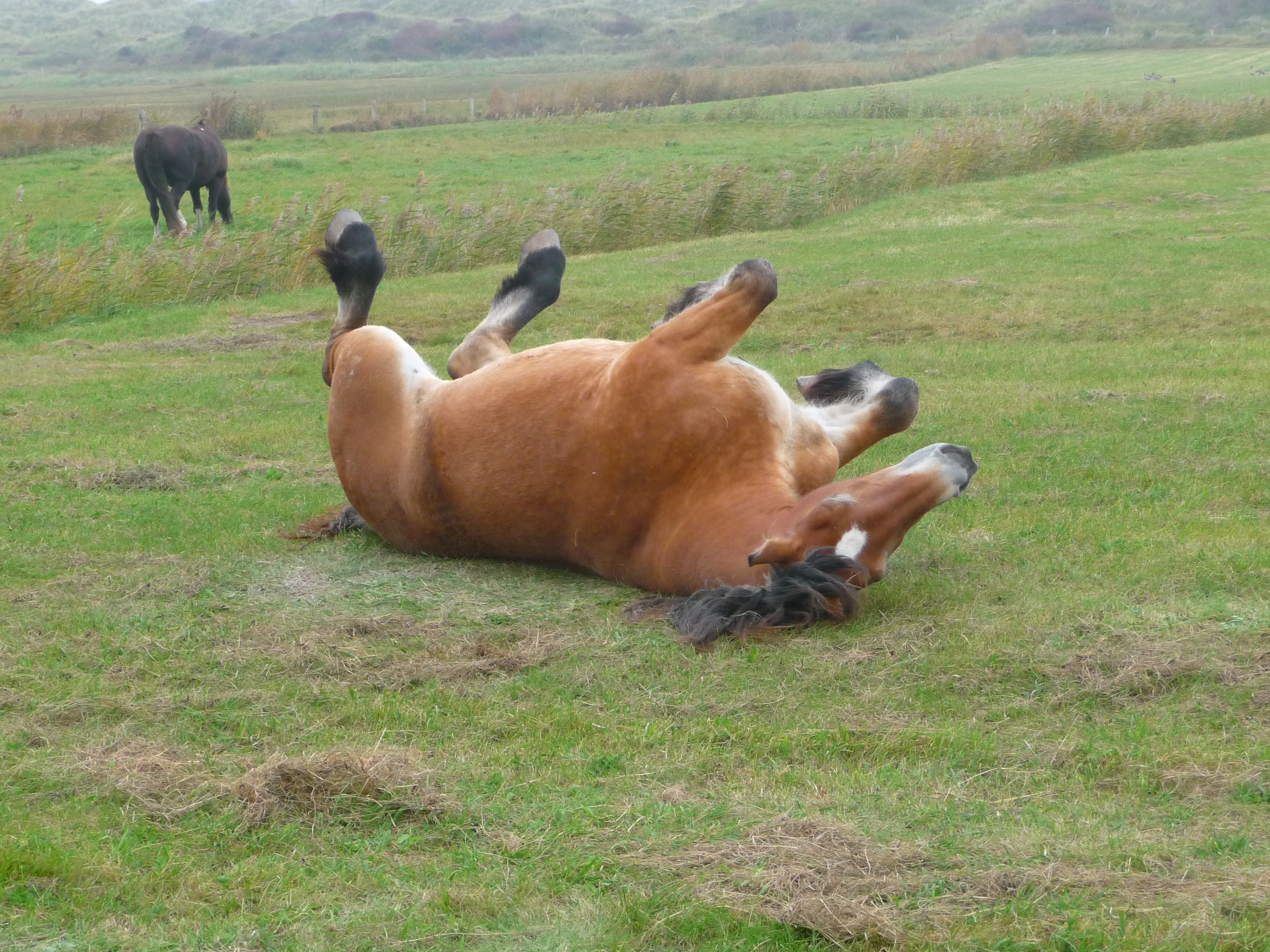
Pferd beim Wälzen
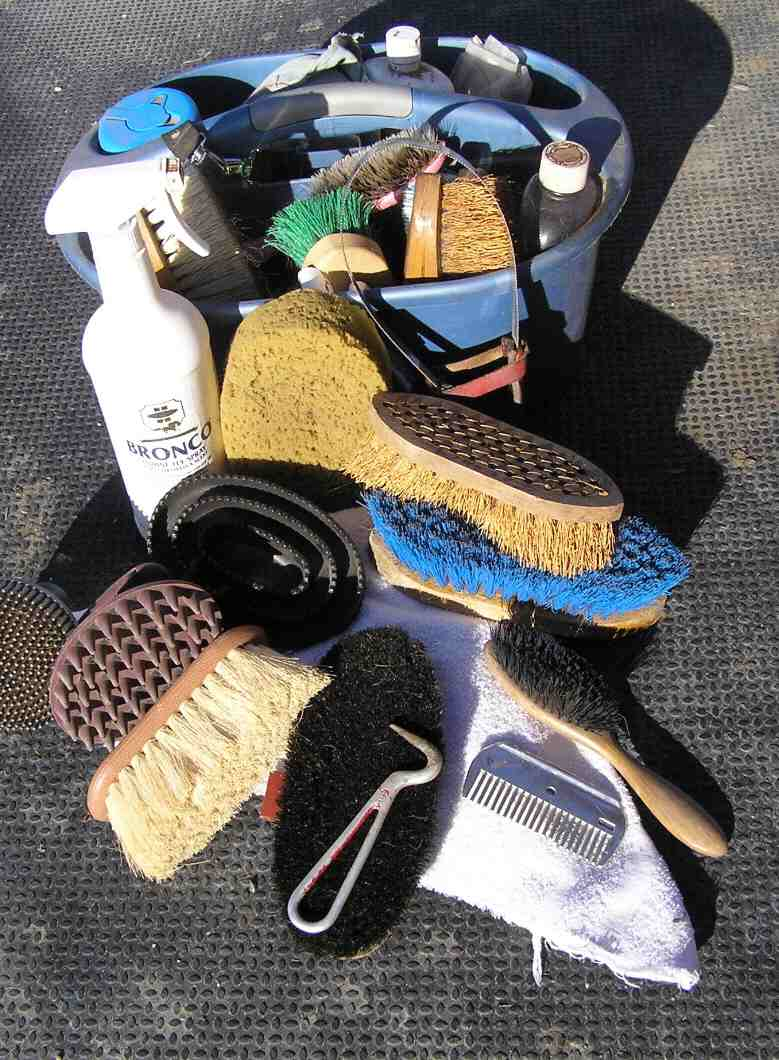
Putzzeug
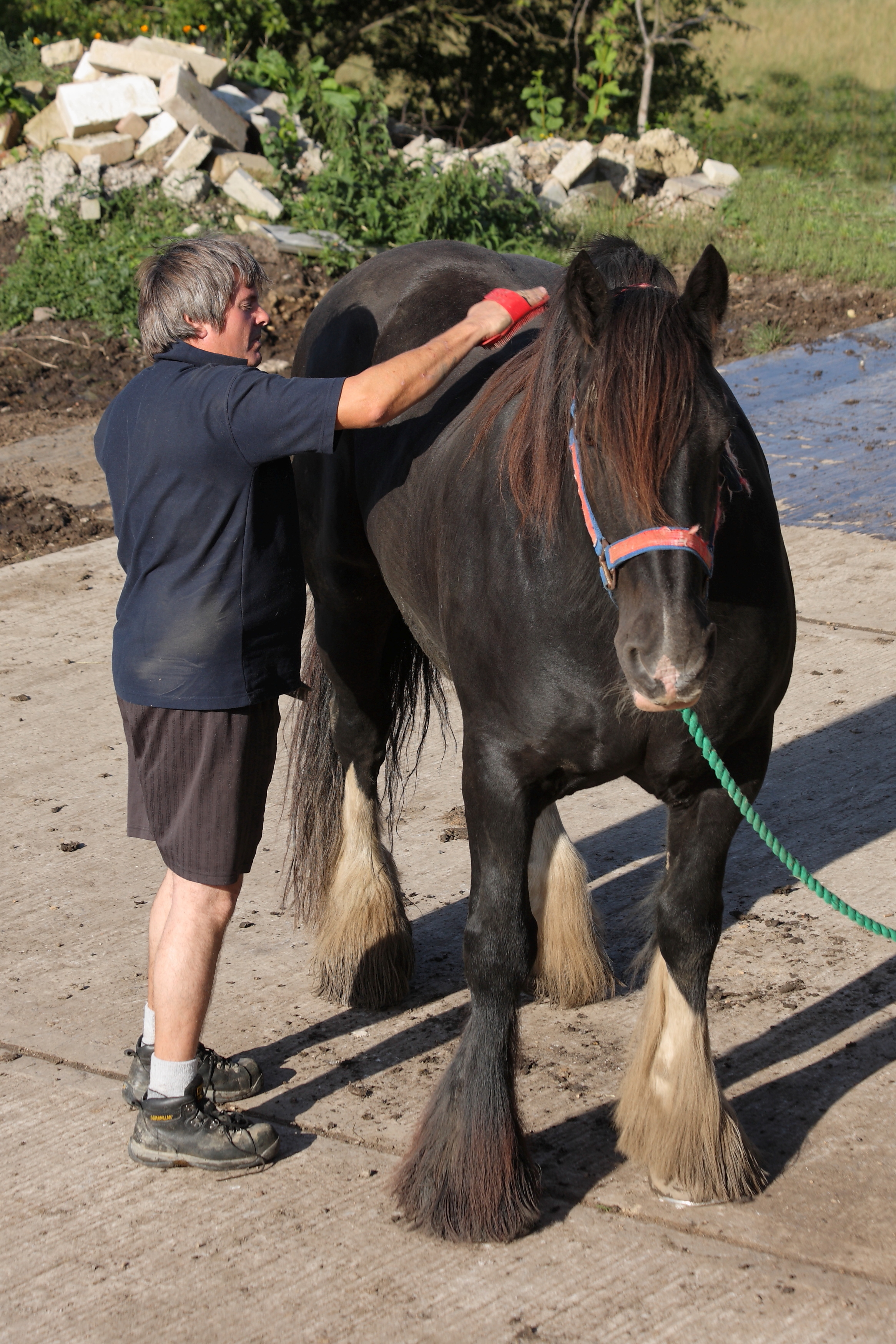
Striegeln
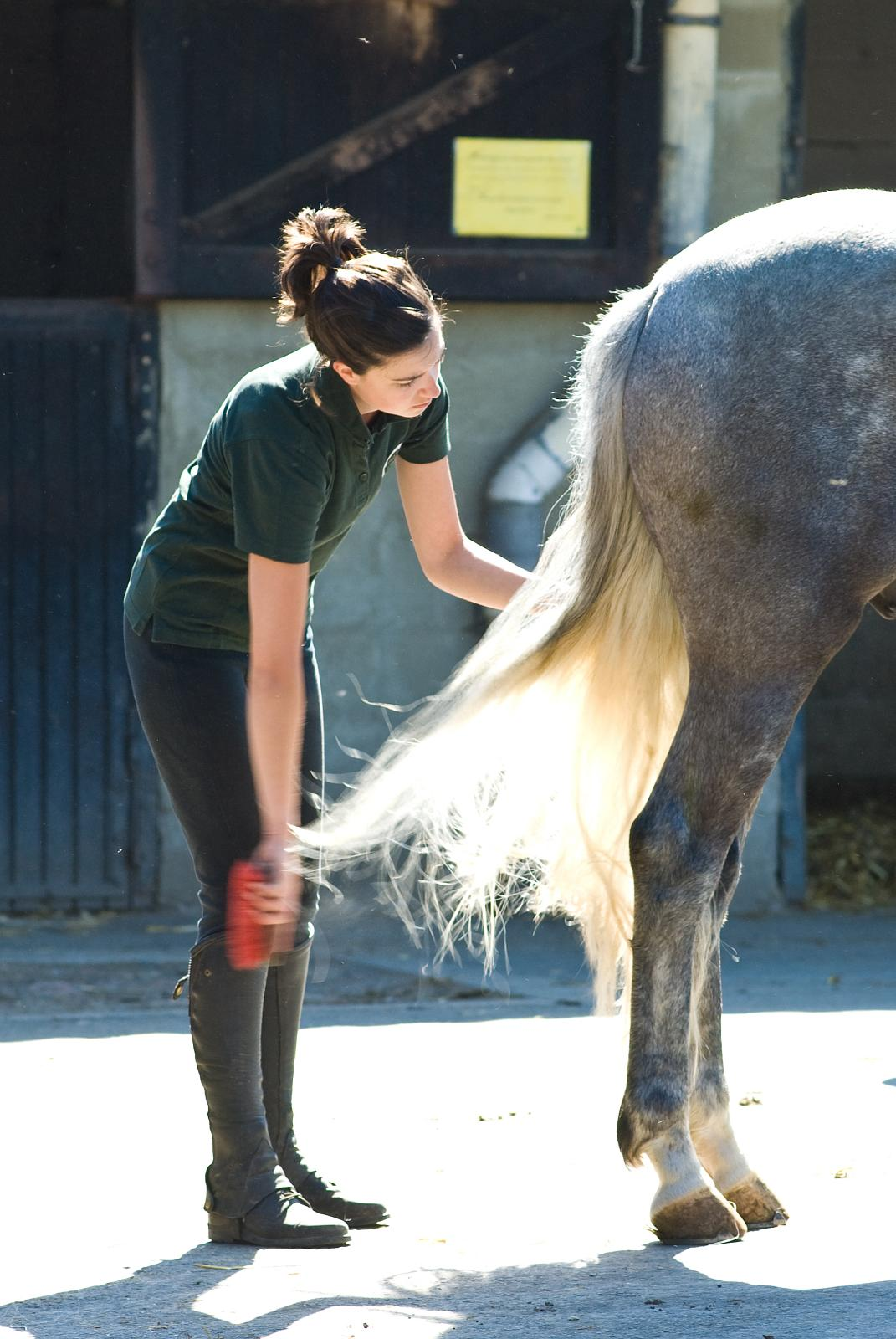
Schweifpflege
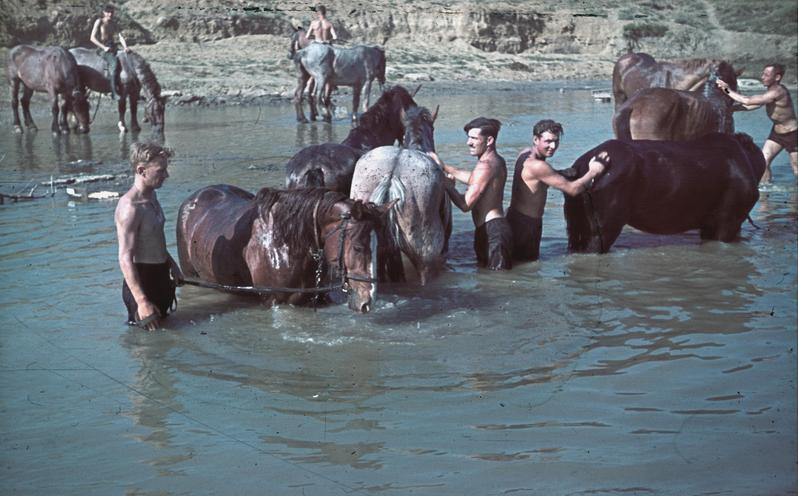
Waschen

## Gründe für die Pferdepflege

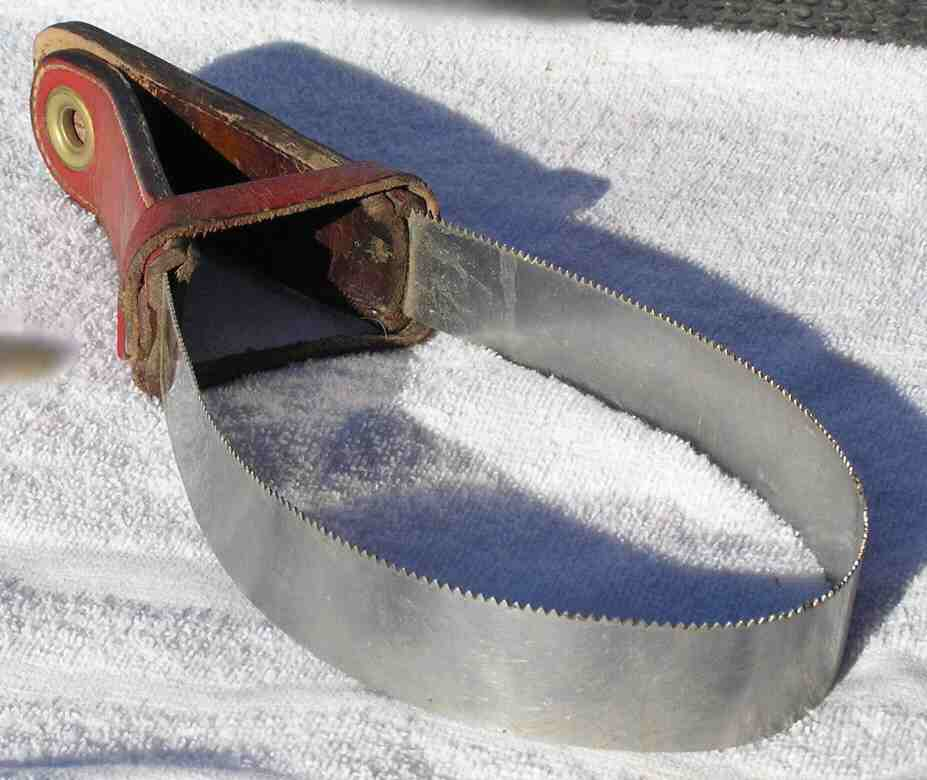
Schweißmesser aus Metall

Pferde, Ponys, Maultiere, Esel und andere Equiden benötigen menschliche Fürsorge für eine gute Gesundheit und ein langes Leben, wenn sie vom Menschen gehalten werden.
Ein Pferd in Stallhaltung sollte nach Möglichkeit täglich vor und nach der Arbeit geputzt und versorgt werden. Die tägliche Pflege trägt zum Wohlbefinden des Pferdes bei. Beim Striegeln und Bürsten werden die Muskeln massiert und somit gelockert.
Zu den Hauptgründen für die tägliche Pflege gehören:
- Verbesserung der Gesundheit von Haut und Fell
- geringere Wahrscheinlichkeit von verschiedenen gesundheitlichen Problemen wie Strahlfäule, Mauke, Sommerekzem und entzündeten Wunden
- Vorbeugung und Entfernung von Scheuerstellen in Sattellage und Gurtlage
- Überprüfung der Gesundheit des Pferdes: Verletzungen, schorfige oder warme Stellen, Schwellungen, Lahmheit, lose oder fehlende Hufeisen oder ein verändertes Verhalten (Mattheit, Unruhe) und verschiedene andere Krankheitsanzeichen können bemerkt werden.
- Förderung der Beziehung zwischen Pferd und Mensch, Aufbau von Vertrauen und Grunderziehung von Fohlen
- Herausbringen eines Pferdes für ein Turnier, einen Wettbewerb oder einen Umzug.

## Putzzeug
Ein Striegel aus Eisen, Gummi oder Kunststoff dient dazu, den Schmutz zu lockern, damit er anschließend mit der Kardätsche weggebürstet werden kann.
Die Mähnenbürste ist eine harte Wurzelbürste und dient der Mähnen- und Schweifpflege. Der Mähnenkamm dient zum Kämmen der Mähne.
Schwämme dienen zur Reinigung von Augen, Nüstern und Geschlechtsteilen.
Mit dem Schweißmesser wird nach der Arbeit der Schweiß abgezogen.

## Fellpflege

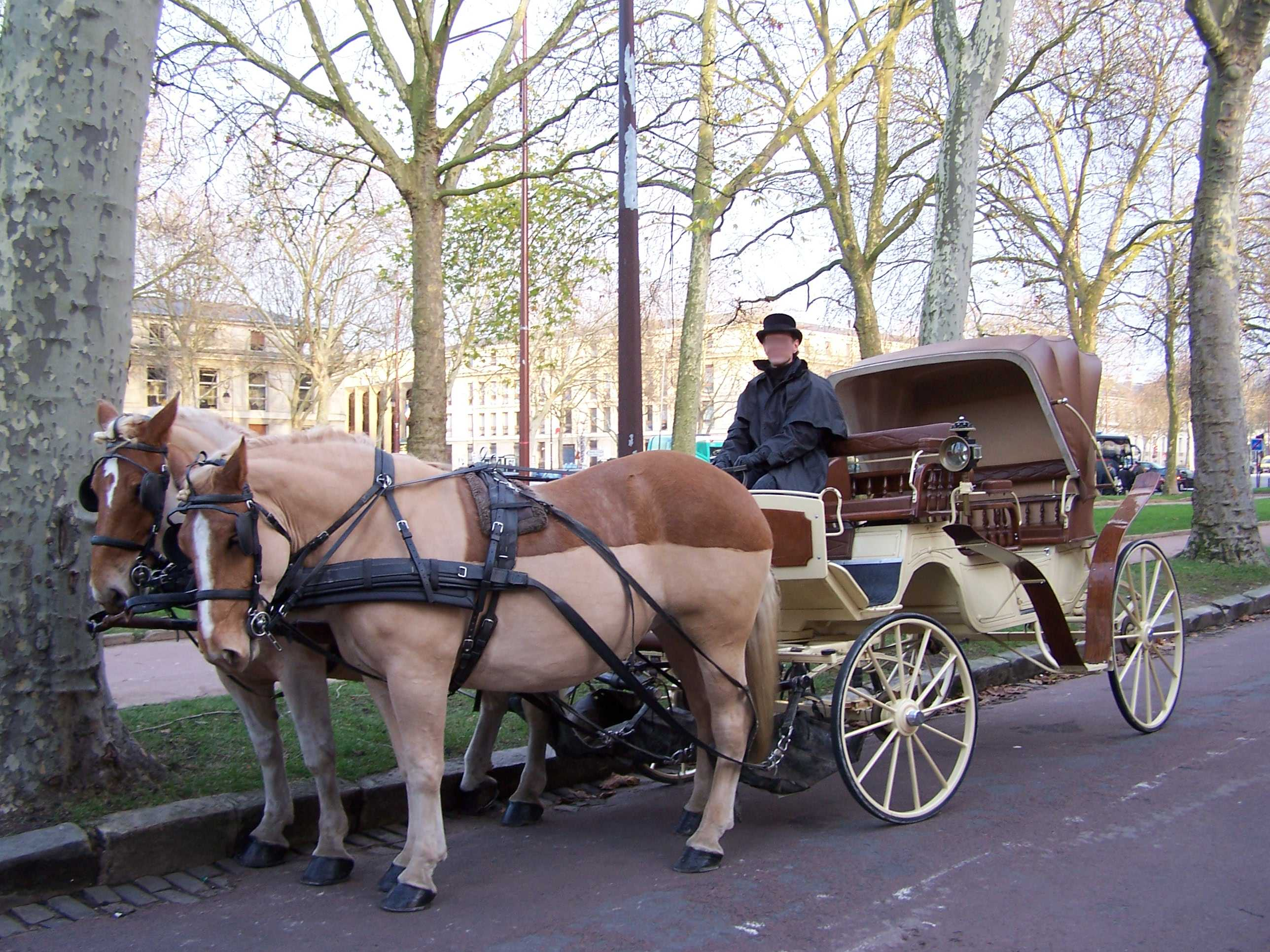
Geschorene Pferde

Das Fell wird mit Striegel und Kardätsche gepflegt. Dabei wird nicht nur der Schmutz entfernt, sondern es werden auch die Muskeln massiert und die Durchblutung gefördert. Meist wird dem Striegel kreisförmig und mit der Kardätsche in Fellrichtung geputzt. Mit der Wurzelbürste werden die Beine gesäubert.

### Waschen
Im Sommer können nass geschwitzte Pferde mit einem Schlauch abgespritzt und anschließend mit einem Schweißmesser abgezogen werden. Nach dem Reiten kann die verschwitzte Sattellage mit einem Schwamm und einem Eimer Wasser abgeschwammt werden. Auch die Beine können mit dem Schlauch gekühlt werden oder die Hufe in einen Eimer Wasser gestellt werden. Das kalte Wasser fördert die Durchblutung und hilft, das Pferd abzukühlen. Im Sommer ist es auch möglich, ein schlammverkrustetes Pferd mit dem Schlauch zu reinigen.

### Scheren
Im Winter wächst Pferden ein dickes Fell, das sie warm hält. Viele Pferde werden im Winter geschoren, damit sie bei der Arbeit nicht so schnell schwitzen. Ein nassgeschwitztes Pferd mit dickem Fell braucht lange (eine halbe bis ganze Stunde, oder länger) zum Trocknen. Während dieser Zeit besteht die Gefahr, dass sich das Pferd erkältet. Daher muss man es in dieser Zeit entweder bewegen (Trockenreiten), wärmen (Pferdesolarium) oder mit einer Abschwitzdecke eindecken. Diese muss jedoch nach dem Trocknen wieder abgenommen werden, weil Abschwitzdecken nicht geeignet sind, im Stall oder auf der Weide getragen zu werden. Es gibt auch Weidedecken mit semipermeabler Membran, unter denen das Pferd abschwitzen kann; diese sind allerdings vergleichsweise teuer.
Um diese Probleme zu umgehen, kann man das Pferd scheren. Dann schwitzt es weniger oder gar nicht und trocknet entsprechend schneller. Geschorene Pferde müssen jedoch mit Decken vor Kälte und Regen geschützt werden und dürfen, je nach Schur, bei der Arbeit erst nach dem Abreiten, wenn sie bereits warm sind, abgedeckt werden.
Auch Stress, Alter, Krankheit oder Verletzung können eine Pferdedecke notwendig machen.

## Hufe

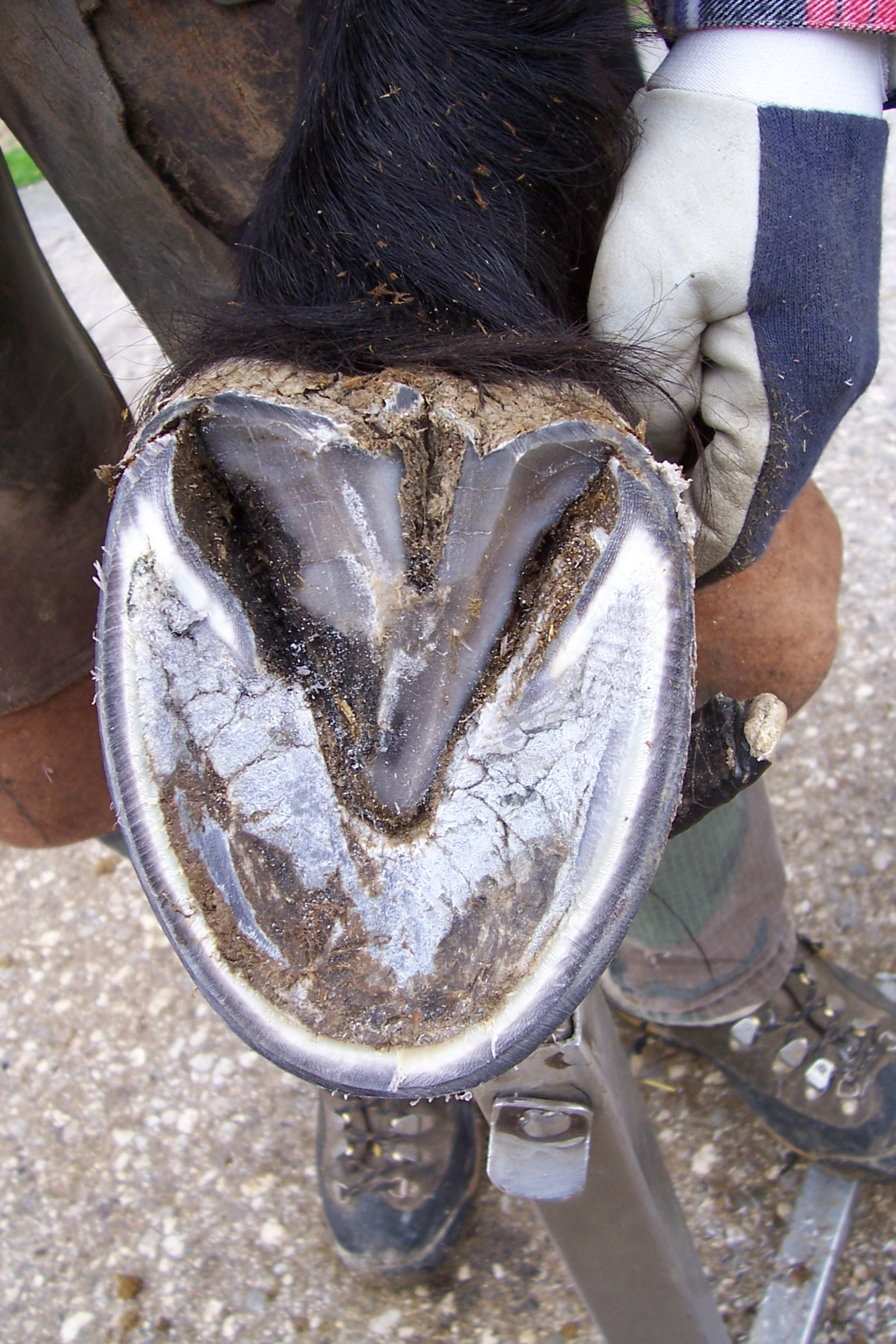
Ausgekratzter Huf: kann auf Verletzungen untersucht werden

Hufpflege ist besonders wichtig für das Pferd. Mangelnde Hufpflege kann zu verschiedenen Problemen führen. Hufe müssen nach vier bis zehn Wochen ausgeschnitten werden, sonst wachsen sie zu lang und die Sehnen werden überlastet. Für die Gesundheit des Hufes ist eine gesunde Ernährung und eine saubere Box von hoher Bedeutung. Zu viel Ammoniak durch Urin in der Einstreu, Nässe und Schmutz führt häufig zu Strahlfäule.

### Hufe auskratzen
Ein Hufkratzer dient zum Ausräumen der Hufe. Erde, Steine und Mist werden von der Hufsohle entfernt. Das Entfernen von Mist und Schlamm trägt dazu bei, Strahlfäule zu vermeiden, die in schweren Fällen zu Lahmheit führen kann. Steine im Huf können zu Hufgeschwüren oder -abszessen führen, die ebenfalls Lahmheiten verursachen. Mit dem Hufkratzer kann im Winter auch aufgestollter Schnee entfernt werden, der das Pferd beim Laufen hindert. Der gereinigte Huf kann auf Stichverletzungen untersucht werden, beispielsweise eingetretene Nägel, die schwere Lahmheiten verursachen können.

### Hufe einfetten
Pferde, die keinen Weidegang haben und meist auf Sandplätzen geritten werden, haben häufig zu trockene Hufe, die spröde werden. Huffett dient dazu, nach dem Waschen der Hufe die Feuchtigkeit im Huf zu halten. Dadurch wird der Huf elastischer, was wiederum Hornspalten vorbeugt. Es gibt schwarzes und farbloses Huffett, das meist entsprechend der natürlichen Huffarbe angewendet wird.
Bei Strahlfäule kann der Huf auch mit Hilfe von Hufteer gegen Feuchtigkeit geschützt werden.

## Mähne

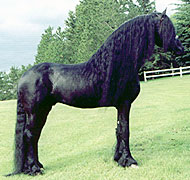
Friese mit natürlich gewachsener Mähne und Schweif
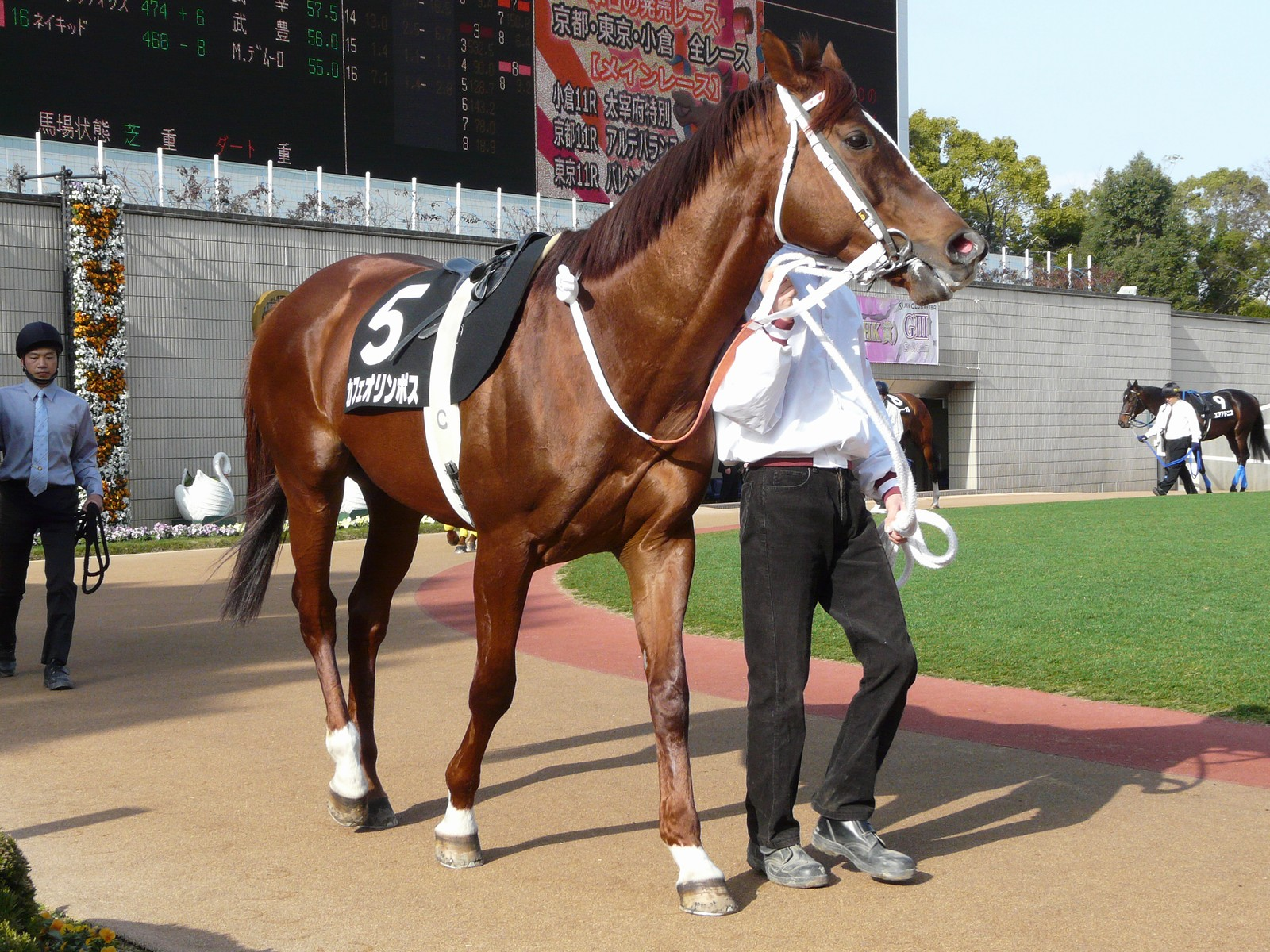
Japanisches Rennpferd mit verzogener Mähne
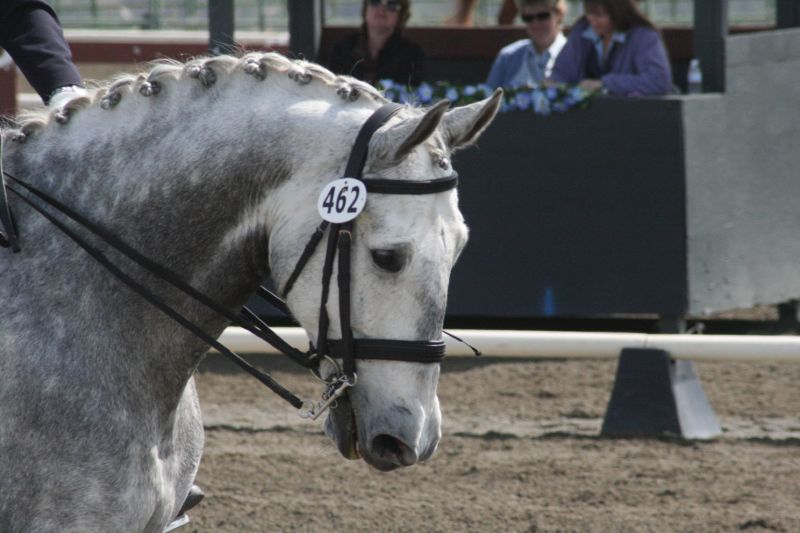
Eingeflochtene Mähne
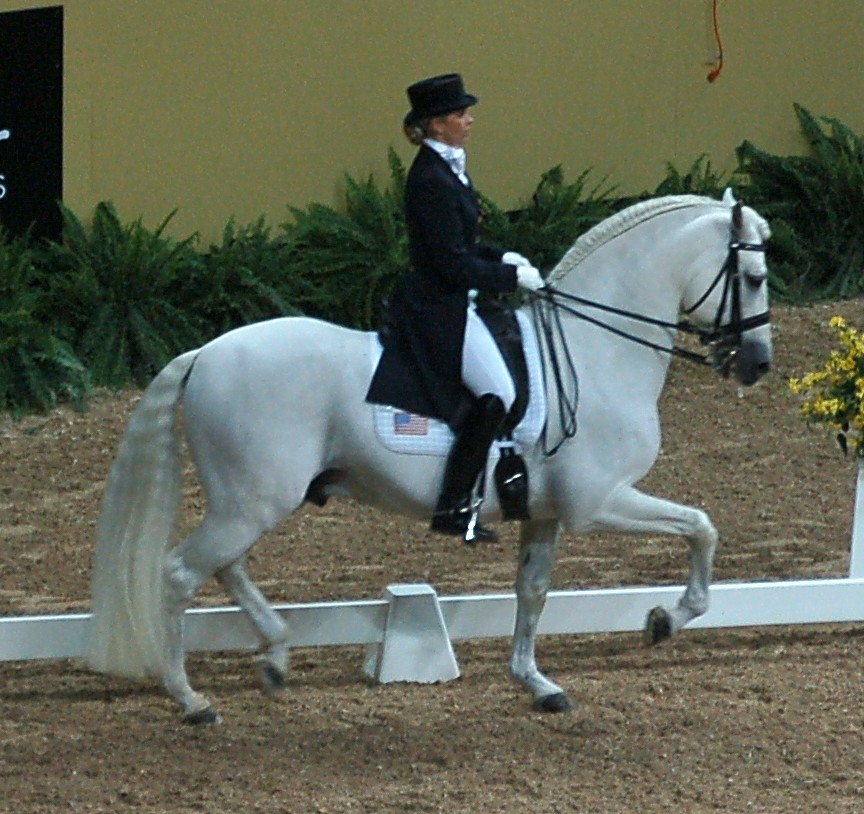
Andalusischer Zopf bei einem Turnier
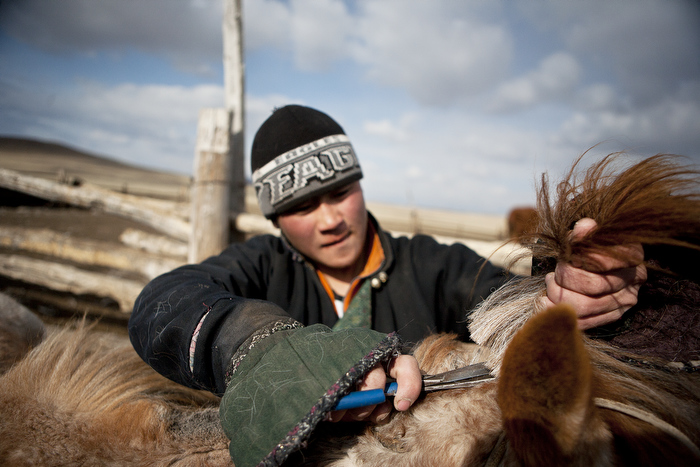
Mähne scheren
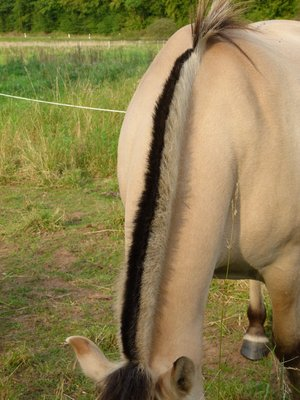
Fjordpferd mit Stehmähne

Die Mähne dient als Witterungsschutz und zum Verscheuchen von Insekten. Die Mähnenbürste oder ein breitzinkiger Kamm dienen dazu, die Mähne zu entwirren. Die Mähne kann so belassen werden, wie sie natürlich wächst. Insbesondere bei Ponys, Friesen oder Arabern ist das üblich.
Zum Einflechten der Mähne für das Turnier ist es jedoch praktischer, wenn die Mähne verzogen wird, das heißt, wenn die zu langen Haare ausgerissen werden. Das Ausreißen von Mähnenhaaren ist für das Pferd schmerzlos.
Bei manchen Pferden wird die Mähne nicht nur verzogen, also gekürzt und ausgedünnt, sondern so kurz geschoren, dass die Mähne steht, beispielsweise wird bei Norwegern häufig eine Stehmähne geschoren.

## Schweif

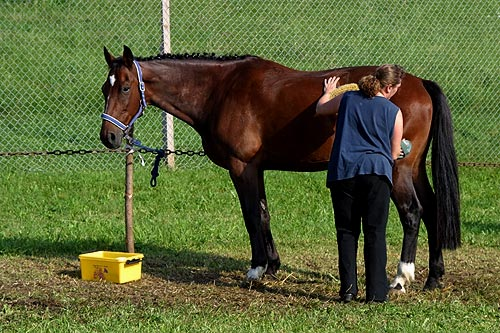
Schweif gekürzt
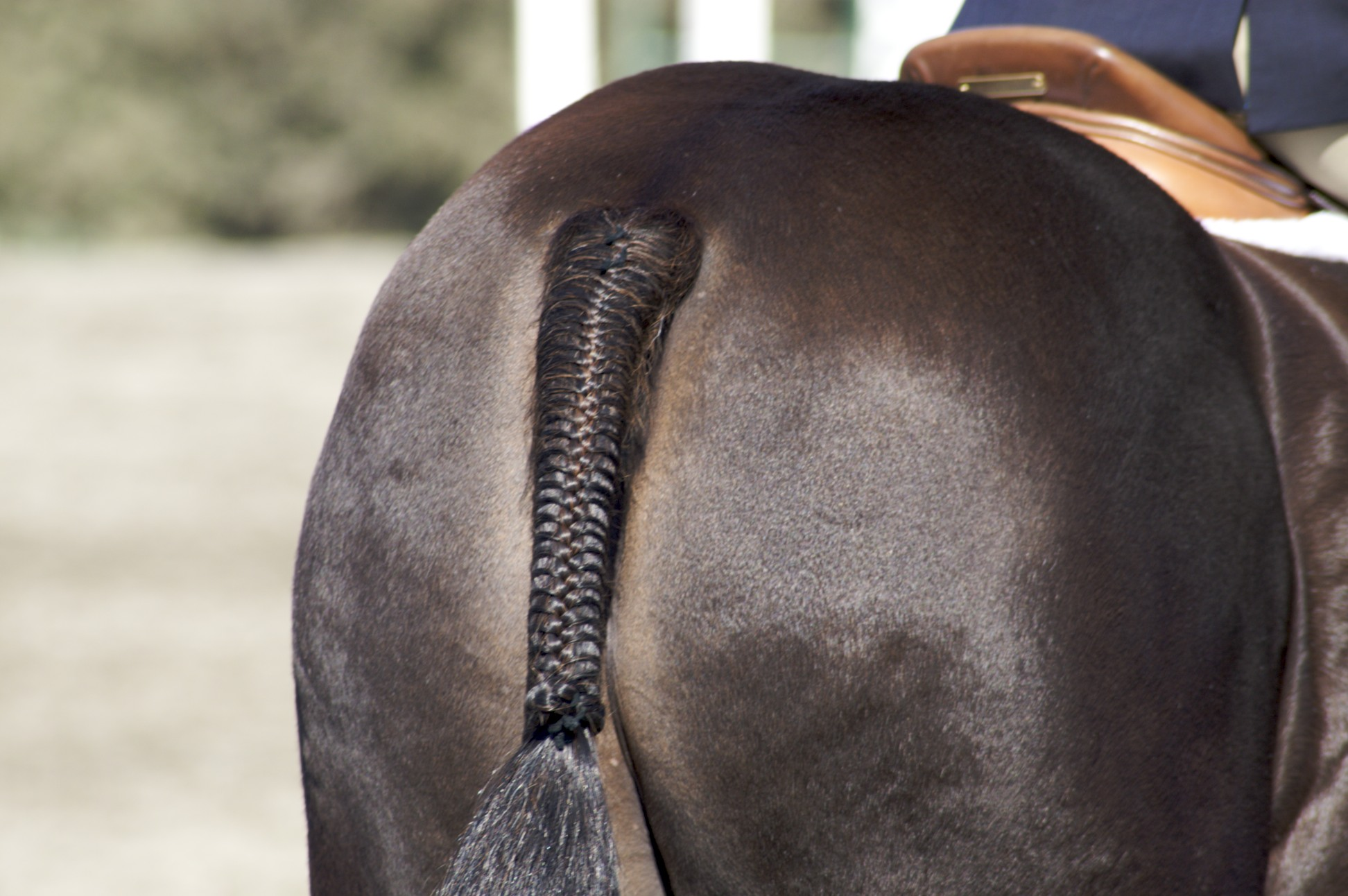
Eingeflochtener Schweif
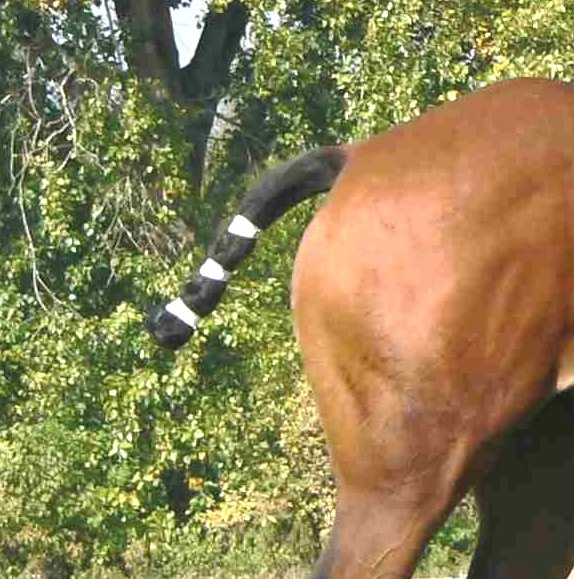
Polo-Pony mit eingebundenem Schweif
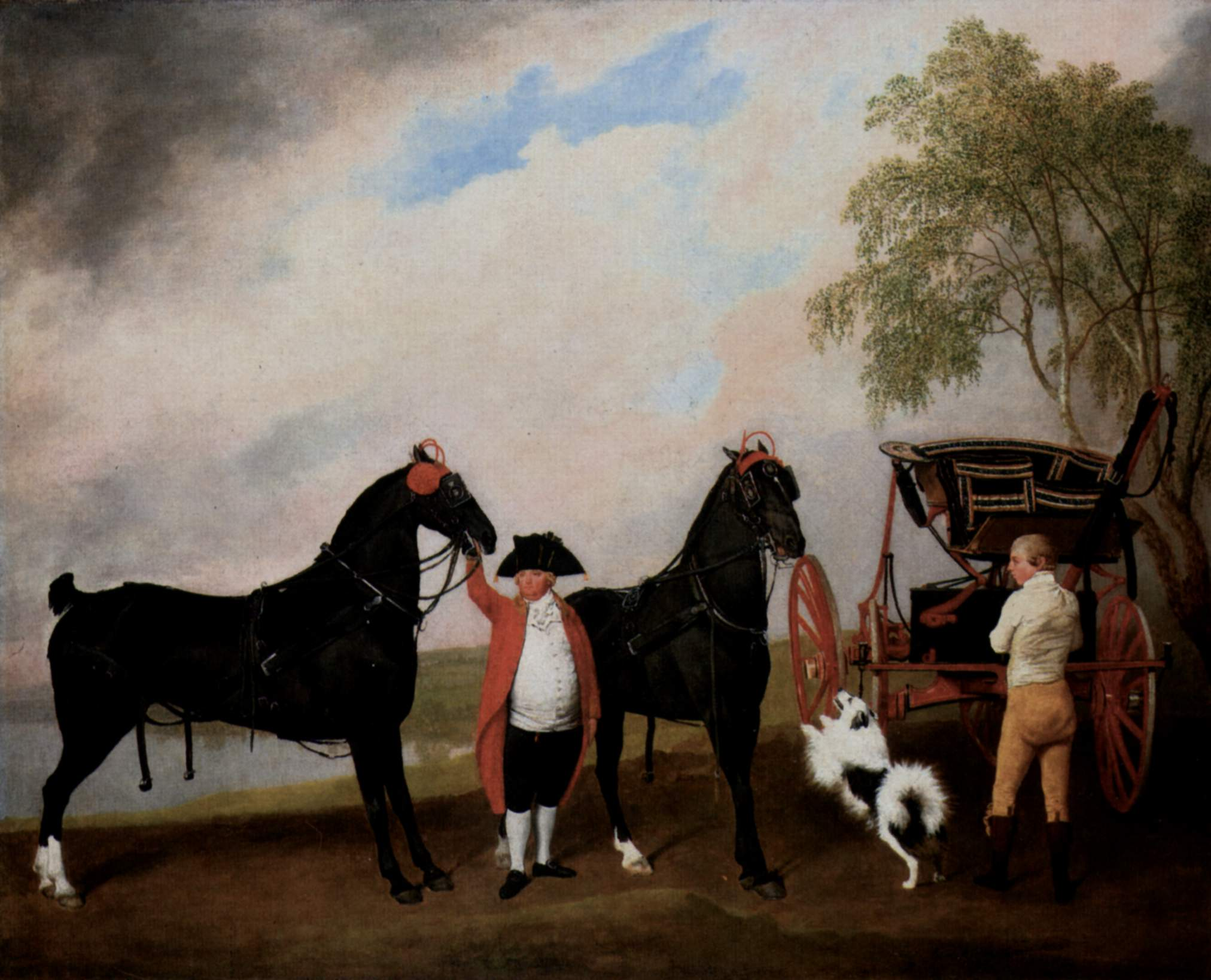
Kupierter Schweif

Der Schweif dient dem Pferd dazu, Insekten zu verscheuchen und das Hinterteil trocken und warm zu halten. Der Schweif wird Strähne für Strähne von Hand verlesen, Kletten und Stroh werden dabei entfernt. Er kann auch gebürstet werden, dabei werden allerdings meistens Haare mit ausgerissen. Das Ausreißen von Schweifhaaren ist für das Pferd schmerzhaft. Der Schweif wird meistens so gekürzt, dass er bis eine Handbreit über dem Fesselgelenk endet, damit das Pferd nicht darauf tritt.
Für das Turnier wird aus optischen Gründen der Schweif seitlich geschoren, damit er weniger struppig aussieht. Stattdessen kann er auch eingeflochten werden.
Früher wurden vor allem bei Zugpferden oft der Schweif kupiert, damit er sich nicht im Geschirr verfing, heute wird er eingeflochten. Bei Polopferden wird der Schweif eingebunden, damit er sich nicht um die Poloschläger wickeln kann.

## Zahnpflege
Bei manchen Pferden müssen einmal im Jahr die Zähne glatt geschliffen werden. Das Wildpferd frisst den ganzen Tag strukturreiche Nahrung, die die Zähne gleichmäßig abnutzt. Das domestizierte Pferd bekommt Kraftfutter zugefüttert. Es nutzt seine Zähne weniger ab und manchmal auch weniger gleichmäßig. Dadurch können scharfkantige Vorsprünge an den Zähnen entstehen, die dem Pferd beim Kauen Schmerzen bereiten. In diesem Fall kann es das Rauhfutter nicht mehr gut zermahlen und in der Folge sogar abmagern. Dann müssen die Zähne entsprechend abgeschliffen werden.

## Show
Für die Vorstellung auf Shows werden Pferde meist aufwendig vorbereitet. Unter anderem wird häufig die Augenpartie mit Öl eingerieben, damit die Augen ausdrucksvoller wirken, die Grannen an der Unterseite des Kopfes („Ziegenbart“) sowie Haare, die aus den Ohren hervorschauen, geschnitten und je nach Rasse die Köten geschoren. Tasthaare und Wimpern dürfen jedoch nicht gekürzt werden.

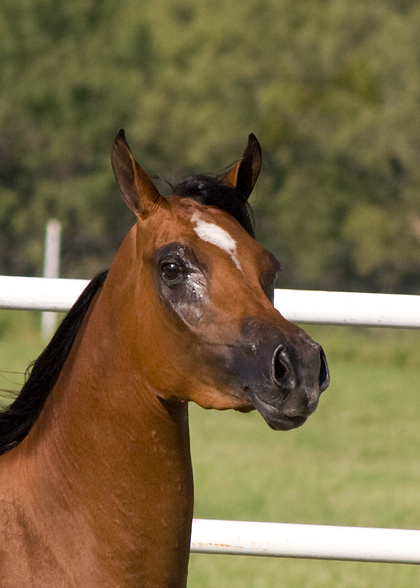
Junger Araber, Augenpartie geölt
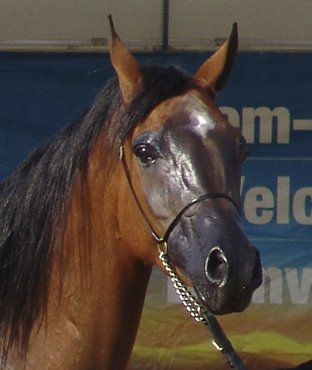
Show Araber, Highlighter am ganzen Kopf, die meisten Haare geschoren (schwarze Stellen)
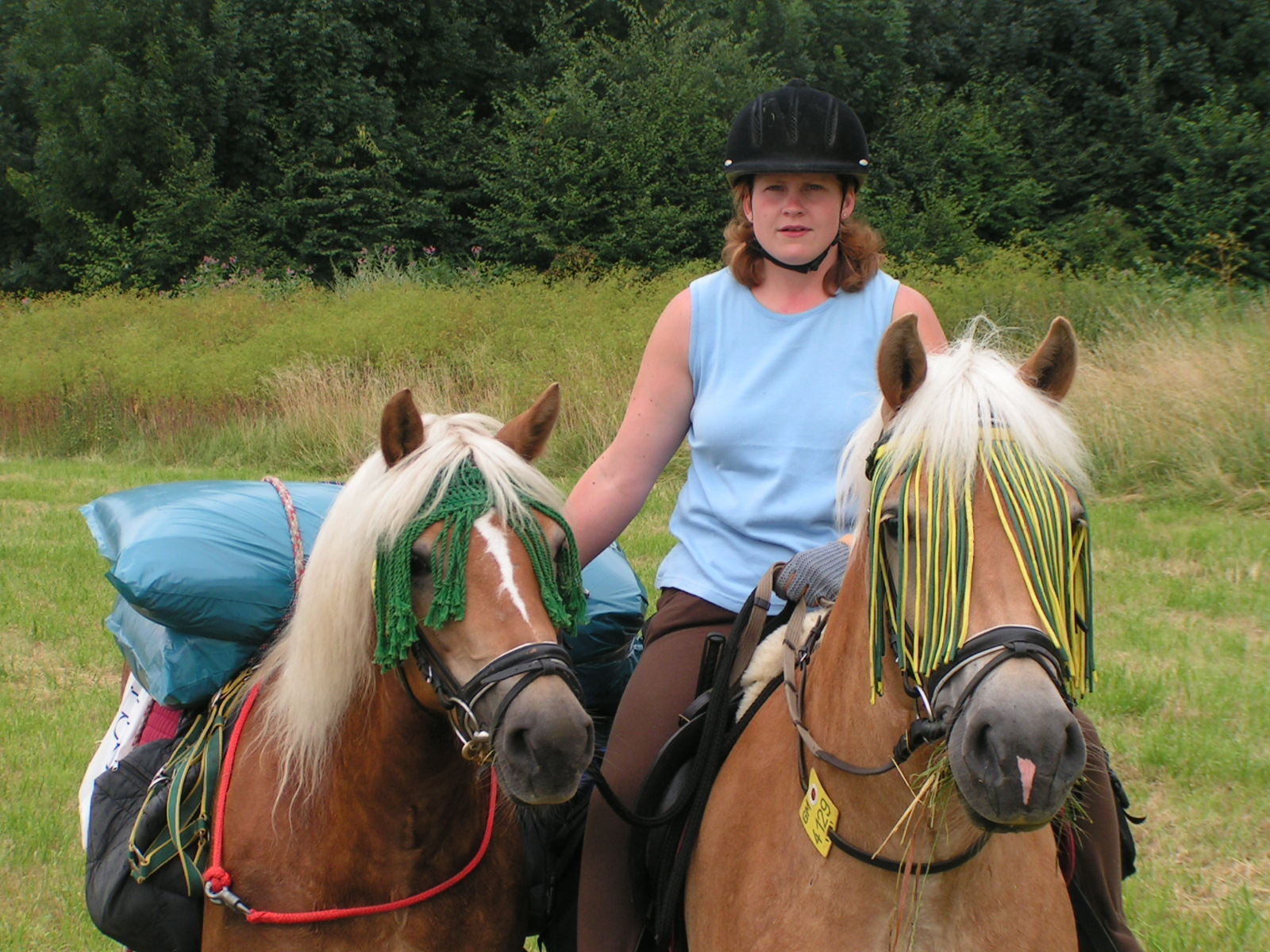
Fransenbänder beim Reiten
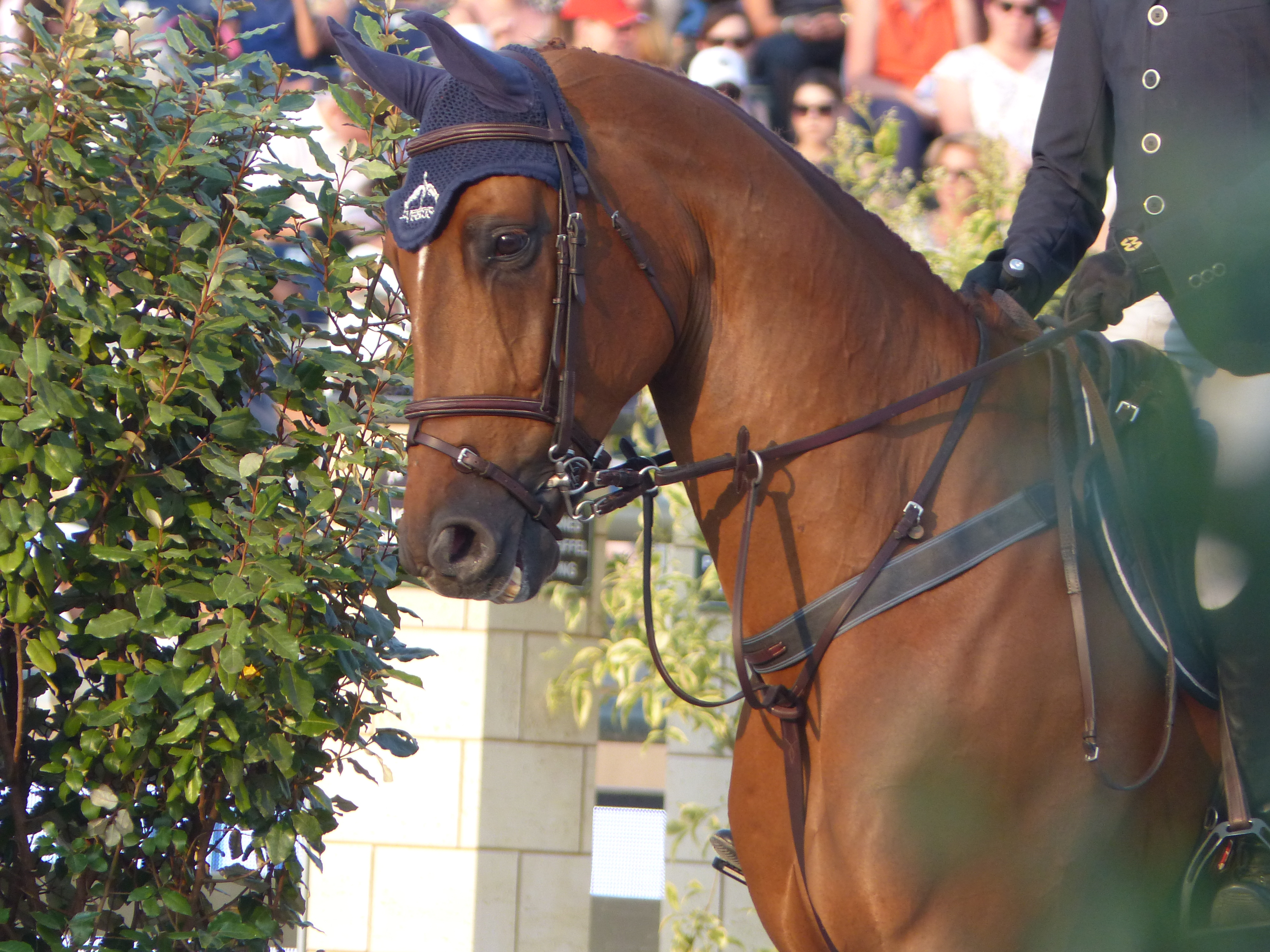
Ohrenkappe ohne Fransen
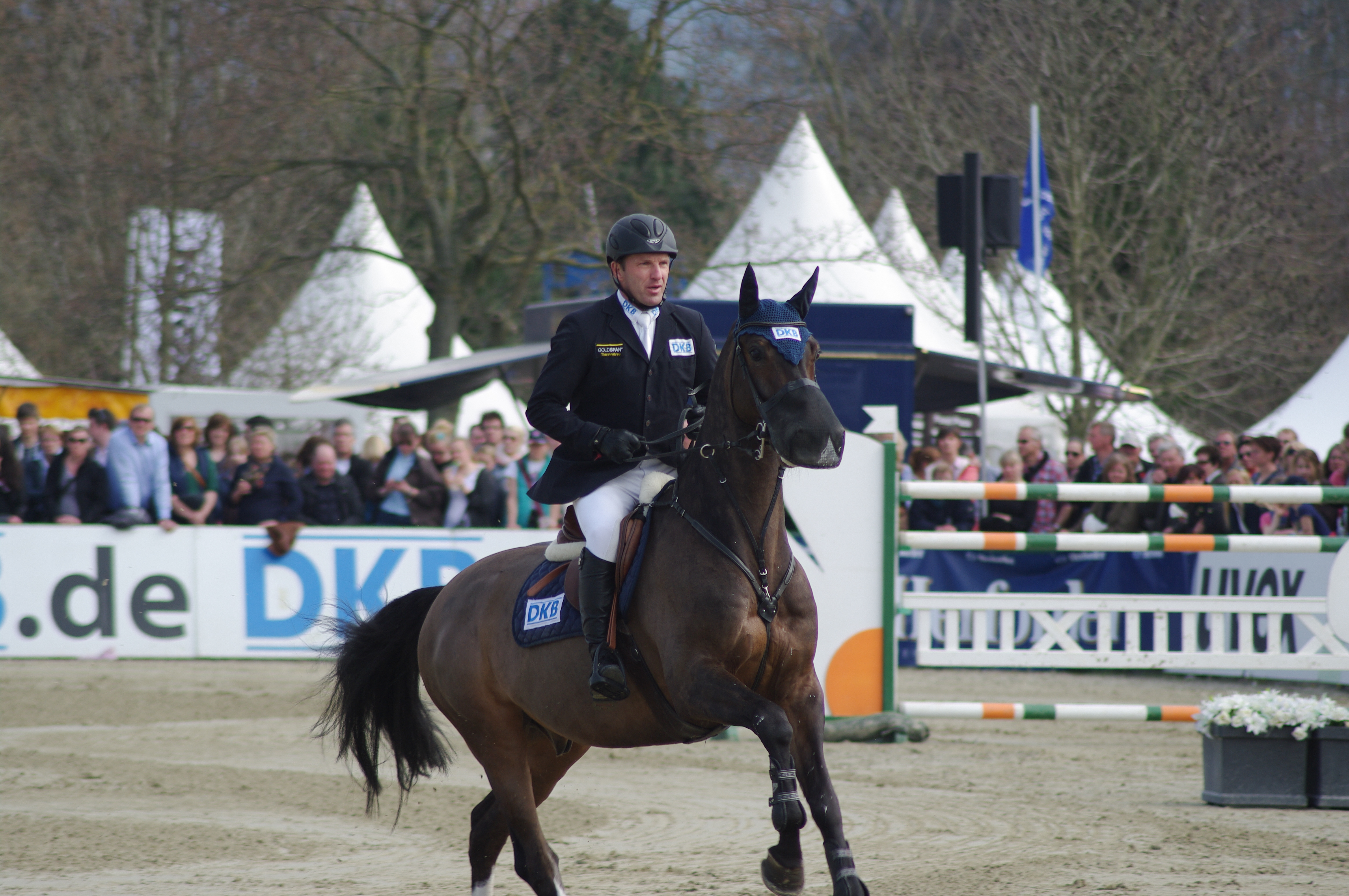
Nüsternschutz

## Insektenschutz
Im Sommer ist der Schutz vor Insekten bei Pferden ein wichtiges Thema. Mit Fliegenspray oder verschiedenen Hausmittel wie Essig oder Teebaumöl, können im Sommer lästige Insekten wenigstens zeitweise abgehalten werden. Solche Mittel dürfen nicht in der Umgebung von Schleimhäuten eingesetzt werden.
Mechanische Maßnahmen sind beispielsweise Fliegenmasken und Fliegendecken, die vor Sommerekzem schützen. Beim Reiten werden Ohrenkappen verwendet. Manche Ohrenkappen haben Fransen, die auch noch die Augen schützen. Es gibt auch Stirnbänder mit Fransen, die nur die Augen schützen. Manche Pferde reagieren empfindlich auf Insekten in den Nüstern, für sie gibt es Nüsternschutz-Masken.
Während der Arbeit können Pferd durch Fransen und Quasten am Sattelzeug oder Geschirr vor Fliegen geschützt werden. Beispiele sind Schalanken, die bei der Ungarischen Anspannung verwendet werden. Im Westernreiten gibt es sogenannte Shu Fly (auch Shoo Fly), eine aus Schweifhaar gefertigte Tassel oder Quaste. Die Quasten werden entweder am Sattel befestigt, beispielsweise in der Mitte des Sattelgurtes, am Vorderzeug oder am Zaum. In Bewegung schwingt die Tassel hin und her und lästige Insekten werden verscheucht. Das spanische Pendant dazu ist der Mosquero (spanisch Fliegenfänger) für die Zäumung.